# Dengeki G's Magazine
Dengeki G's Magazine (電撃G's magazine?) es una revista japonesa publicada por ASCII Media Works (formalmente MediaWorks); sale a la venta en el decimotercer día de cada mes y contiene principalmente información sobre videojuegos bishōjo y secciones de series anime, manga y novelas ligeras basadas en este tipo de videojuegos. El "G's" en el título significa "Gals" y "Juegos". La revista es conocida por albergar juegos de participación para el lector cuyo resultado está directamente influenciado por las personas que la leen; estos juegos incluyen: Sister Princess, y Strawberry Panic!. Dengeki G's Magazine primero salió a la venta el 26 de diciembre de 1992, con la edición de febrero de 1993 bajo el título Dengeki PC Engine, que cambió al título actual en el año 2002. Una versión spin-off de edición especial llamada Dengeki G's Festival! se publicó en intervalos irregulares y cada número se centra en un videojuego bishōjo específico. Otras cuatro versiones de edición especial en el marco del título Festival! son: Dengeki G's Festival! Comic, Dengeki G's Festival! Deluxe, Dengeki G's Festival! Anime y Dengeki Festival! Heaven. La revista hermana de Dengeki G's Magazine es Dengeki Girl's Style, que publica información sobre videojuegos otome, dirigido a mujeres.
A pesar de la descripción "revista" autodescriptiva, la publicación cuenta con más de 350 páginas en una sola edición. Aproximadamente la mitad de las páginas de la revista son a color y contiene información sobre los videojuegos o el anime; las páginas restantes, situadas al final de la revista, son series manga serializadas. A diferencia de las típicas publicaciones japonesas, se pasaban las páginas de derecha a izquierda para la primera mitad de la revista, pero esto se cambió, y pasó a la izquierda tradicional, para leer las series manga. Dengeki G's Magazine celebró su décimo quinto año de publicación en 2007 y su lanzamiento número 200 con la edición de octubre de ese mismo año.

## Historia

### Dengeki PC Engine
Debido a unos desacuerdos internos en Kadokawa Shōten a finales del año 1992, un grupo de personas se separó para crear la empresa MediaWorks el 15 de octubre de 1992. El exeditor de una de las revistas de videojuegos de Kadokawa llamada Marukatsu PC Engine fue uno de los antiguos empleados que se fue a MediaWorks, y una de las primeras revistas publicadas por MediaWorks fue Dengeki PC Engine (電撃PCエンジン Dengeki PC Enjin?) con la edición de febrero de 1993 liberada el 26 de diciembre de 1992, basada en Marukatsu PC Engine. El título PC Engine en general vino del nombre japonés para la videoconsola Turbografx 16 primero lanzada por NEC Corporation en el año 1987, y la revista fue pensada originalmente para ser una fuente de información para la consola. Sin embargo, después Interchannel produjo un popular videojuego de simulación de citas llamado Sotsugyō: Graduation; con radio drama, novelas ligeras, OVAs, y series manga adaptados por MediaWorks, cambiando el diseño y la distribución de Dengeki PC Engine tener una mayor cobertura en las adaptaciones de los videojuegos sobre los que informa la revista.
Un juego de participación para lectores llamado Megami Stadium que había corrido en Marukatsu PC Engine entre las ediciones de mayo de 1992 y enero de 1993, por lo que a partir de la edición de febrero de 1993 de la revista Dengeki PC Engine, MediaWorks creado un renacimiento del juego llamado Megami Paradise que se desarrolló en las ediciones de número par hasta la edición de junio de 1996. Aproximadamente un año después MediaWorks reinició Megami Paradise, por lo que Marukatsu PC Engine dejó de publicarse el 30 de enero de 1994. Ese mismo año, en diciembre, la primera edición especial de Dengeki PC Engine llamada Dengeki PlayStation fue publicada. El año siguiente Dengeki PlayStation se separó para convertirse en su propia revista. Esto fue en respuesta a la liberación de la Videoconsola de Sony, PlayStation, en el mes de diciembre de 1994.

## Obras

### Series

#### Novelas ligeras
| Título                          | Autor              | Ilustrador             | Plazo de emisión                       |
| ------------------------------- | ------------------ | ---------------------- | -------------------------------------- |
| _Summer## Official Illust Story | Mujin Kawanami     | Makako Matsuhita Rakko | marzo de 2006 - agosto de 2006         |
| Dream Knocker                   | Mikage             | Sana Wakuzuki          | noviembre de 2005 - septiembre de 2006 |
| Futakoi Alternative G           | Ryūnosuke Kingetsu | Ufotable               | septiembre de 2005 - febrero de 2006   |
| Myself ; Yourself               | Takumi Nakazawa    | Wadapen                | mayo de 2007 - enero de 2008           |

#### Manga
| Título                                                  | Autor              | Ilustrador                                       | Plazo de emisión                      |
| ------------------------------------------------------- | ------------------ | ------------------------------------------------ | ------------------------------------- |
| 2/3 Ai no Kyōkaisen                                     | Deden              | Shizuka Ogawa (mundo 2D) Shin Kyōgoku (mundo 3D) | enero de 2006 - marzo de 2007         |
| Angel Beats! Heaven's Door                              | Jun Maeda          | Yuriko Asami                                     | mayo de 2010 - mayo de 2014           |
| Angel Beats! The 4-koma: Bokura no Sensen Kōshinkyoku   | Jun Maeda          | Haruka Komowata                                  | diciembre de 2009 - noviembre de 2013 |
| Angel Beats! The 4-koma: Osora no Shinda Sekai kara     | Jun Maeda          | Haruka Komowata                                  | diciembre de 2013 - en curso          |
| Baby Princess                                           | Sakurako Kimino    | Yasuhiro Miyama                                  | mayo de 2011 - agosto de 2013         |
| Baby Princess! 19-nin Shimai no Honobono Days           | Sakurako Kimino    | Sakura Ikeda                                     | mayo de 2010 - septiembre de 2010     |
| Clannad                                                 | Key                | Shaa                                             | agosto de 2007 - julio de 2009        |
| Da Capo II: Imaginary Future                            | Circus             | Tsukasa Uhana                                    | marzo de 2007 - mayo de 2009          |
| Da Capo III                                             | Circus             | Nonoka Hinata                                    | septiembre de 2012 - abril de 2014    |
| Daitoshokan no Hitsujikai                               | August             | Akane Sasaki                                     | mayo de 2012 - mayo de 2014           |
| Denpa Onna to Seishun Otoko                             | Hitoma Iruma       | Masato Yamane                                    | octubre de 2010 - septiembre de 2013  |
| Finalist                                                | PrincessSoft       | Shirō Nishiki                                    | noviembre de 2005 - febrero de 2006   |
| Fortune Arterial Character's Prelude                    | August             | Akane Sasaki                                     | septiembre de 2007 - abril de 2008    |
| Futakoi                                                 | Hina Futaba        | Pururu Kinkakuji                                 | noviembre de 2004 - octubre de 2005   |
| Gakuen Kino                                             | Keiichi Sigsawa    | Dennō Ōwadan                                     | diciembre de 2010 - junio de 2012     |
| Guilty Crown: Dancing Endlaves                          | Nitroplus          | Ryōsuke Fukai                                    | julio de 2012 - mayo de 2014          |
| Hime Navi & Hime Navi Evolution                         | Satz               | Raina                                            | junio de 2008 - junio de 2010         |
| HoneComi The 4-koma                                     | Hooksoft           | Yuki Kiriga                                      | abril de 2007 - marzo de 2008         |
| Horako-san in the Middle of Nowhere                     | Minoru Kawakami    | Karaun Hani                                      | enero de 2012 - noviembre de 2012     |
| Idolising!                                              | Sakaki Hirozawa    | Shinnosuke Fujishima                             | noviembre de 2012 - mayo de 2014      |
| Idolising Gaiden: Orin Rising!                          | Sakaki Hirozawa    | Chiruwo Kazahana                                 | enero de 2013 - mayo de 2014          |
| Koi to Senkyo to Chocolate                              | Sprite             | Tōko Kanno                                       | febrero de 2011 - abril de 2014       |
| Kud Wafter                                              | Key                | Bakutendō                                        | mayo de 2010 - febrero de 2014        |
| Little Busters! End of Refrain                          | Key                | Zen                                              | noviembre de 2012 - mayo de 2014      |
| Little Busters! EX The 4-koma                           | Key                | Yūya Sasagiri                                    | junio de 2010 - mayo de 2014          |
| Little Busters! The 4-koma                              | Key                | Yūya Sasagiri                                    | marzo de 2006 - marzo de 2010         |
| Love Live!                                              | Sakurako Kimino    | Arumi Tokita                                     | enero de 2012 - mayo de 2014          |
| Marriage Royale                                         | Navel              | Koko Natsuki                                     | abril de 2007 - enero de 2011         |
| My-Otome Saga: Ryū to Otome no Namida                   | Mizunari Sawajō    | Seven Tachibana                                  | abril de 2007 - septiembre de 2007    |
| Nanatsuiro Drops                                        | UNiSONSHIFT        | Yūki Takami                                      | noviembre de 2006 - mayo de 2008      |
| Ohime-sama Navigation                                   | Satz               | Yūki Takami                                      | noviembre de 2008 - junio de 2010     |
| Ore no Imōto ga Konna ni Kawaii Wake ga Nai             | Tsukasa Fushimi    | Sakura Ikeda                                     | marzo de 2009 - mayo de 2011          |
| Ore no Kōhai ga Konna ni Kawaii Wake ga Nai             | Tsukasa Fushimi    | Sakura Ikeda                                     | julio de 2011 - mayo de 2014          |
| Rewrite: Side-B                                         | Key                | Sakana Tōjō                                      | octubre de 2010 - mayo de 2014        |
| Ro-Kyu-Bu!                                              | Sagu Aoyama        | Yūki Takami                                      | octubre de 2010 - mayo de 2014        |
| Sakura-sō no Pet na Kanojo                              | Hajime Kamoshida   | Hōki Kusano                                      | abril de 2011 - mayo de 2014          |
| Sword Art Online: Progressive                           | Reki Kawahara      | Kiseki Himura                                    | agosto de 2013 - mayo de 2014         |
| Strawberry Panic!                                       | Sakurako Kimino    | Namuchi Takumi                                   | noviembre de 2005 - febrero de 2007   |
| The Idolmaster 2: The World Is All One!!                | Namco Bandai Games | Yūyū                                             | abril de 2011 - mayo de 2014          |
| Tsuki wa Higashi ni Hi wa Nishi ni: Operation Sanctuary | August             | Mika Takeda                                      | julio de 2004 - noviembre de 2004     |
| Ultra Kaijū Gijinka Keikaku                             |                    | Bakutendō                                        | julio de 2014 - en curso              |
| Utawarerumono                                           | Leaf               | Arō Shimakusa                                    | noviembre de 2005 - enero de 2007     |
| Vividred Operation                                      | Team Vivid         | Keito Koume                                      | mayo de 2013 - abril de 2014          |
| Vividred Operation The 4-koma Viviop                    | Team Vivid         | Kotamaru                                         | noviembre de 2012 - mayo de 2014      |
| Wind: A Breath of Heart                                 | Minori             | Ataru Kajiba                                     | julio de 2004 - noviembre de 2004     |
| Yoake Mae yori Ruriiro na: Moonlight Cradle             | August             | Hoehoe Nōmiso                                    | febrero de 2009 - mayo de 2009        |

### Juegos de participación para el lector
Dengeki G's Magazine a menudo alberga juegos de participación para el lector cuyo resultado está directamente influenciado por las personas que leen la revista. La longitud de estos juegos varían; algunos pueden durar años, mientras que otros terminan en menos de un año. El tiempo que un juego dura en la revista se decide por lo popular que el juego es con cada uno de los lectores y cuántos lectores participan. Por lo menos un juego ha estado funcionando en la revista desde el primer número, excepto durante el tiempo en el que tuvieron lugar los problemas de diciembre de 1998 y febrero de 1999, cuando Ojōsama Express finalizó y Sister Princess comenzó, ocurrió de nuevo con la edición de noviembre de 2005 cuando Futakoi terminó y 2/3 Ai no Kyōkaisen inició. Marriage Royale fue el juego más larga duración, durando alrededor de cinco años y medio entre las ediciones de enero de 2006 y mayo de 2011.
| Título                          | Autor           | Ilustrador                                       | Plazo de emisión                                               |
| ------------------------------- | --------------- | ------------------------------------------------ | -------------------------------------------------------------- |
| Megami Paradise                 | Takeshi Kikuchi | Akihiro Yoshimi & Miyasumi                       | febrero de 1993 - junio de 1996 (publicado en meses pares)     |
| Walzer no Monshō                | Shin Araki      | Tamayo Kobayashi & Mami Sajima                   | febrero de 1993 - enero de 1995 (publicado en meses pares)     |
| Hyper Wars                      | Sadaaki Asu     | Tsutomu Hasegawa                                 | diciembre de 1993 - octubre de 1994 (publicado en meses pares) |
| Route Lancer                    | Yuri Hayashida  | Hanemaro Jūbaori                                 | enero de 1994 - noviembre de 1994 (publicado en meses pares)   |
| Seraphim Call                   | No aplicable    | Aoi Nanase                                       | abril de 1996 - agosto de 1998                                 |
| Ojōsama Express                 | Jukki Hanada    | Masahide Yanagisawa                              | diciembre de 1997 - noviembre de 1998                          |
| Sister Princess                 | Sakurako Kimino | Naoto Tenhiro                                    | marzo de 1999 - septiembre de 2003                             |
| Happy Lesson                    | Yoshiki Takano  | Mutsumi Sasaki                                   | abril de 1999 - septiembre de 2002                             |
| Milky Season                    | No aplicable    | Takuya Io                                        | marzo de 2000 - febrero de 2001                                |
| Merry Little Park!              | No aplicable    | Yū Hisakata                                      | abril de 2001 - diciembre de 2001                              |
| Futakoi                         | Hina Futaba     | Mutsumi Sasaki                                   | octubre de 2002 - octubre de 2005                              |
| Puppy Girls: Watashi no Ojisama | Sakurako Kimino | Pururu Kinkakuji                                 | marzo de 2003 - octubre de 2003                                |
| Strawberry Panic!               | Sakurako Kimino | Chitose Maki                                     | noviembre de 2003 - septiembre de 2005                         |
| Ultra Charming!                 | Maruhi Kano     | Harui Ōsaki                                      | diciembre de 2003 - agosto de 2004                             |
| 2/3 Ai no Kyōkaisen             | Deden           | Shizuka Ogawa (mundo 2D) Shin Kyōgoku (mundo 3D) | diciembre de 2005 - diciembre de 2007                          |
| Marriage Royale                 | Shingo Hifumi   | Aoi Nishimata & Hiro Suzuhira                    | enero de 2006 - mayo de 2011                                   |
| A.I. Love You!                  | No aplicable    | Masato Takashina                                 | febrero de 2006 - noviembre de 2009                            |
| Ohime-sama Navigation           | Satz            | Naru Nanao                                       | febrero de 2008 - mayo de 2011                                 |
| Baby Princess                   | Sakurako Kimino | Natsuki Mibu                                     | marzo de 2008 - junio de 2012                                  |
| Love Live!                      | Sakurako Kimino | Yūhei Murota                                     | julio de 2010 - en curso                                       |

## Ediciones especiales

### Dengeki PlayStation
Dengeki PlayStation originalmente comenzó como una edición especial de la revista Dengeki G's Magazine y fue publicado por primera vez en diciembre de 1994. Después de que esta edición fue liberada, se decidió que Dengeki PlayStation se convertiría en su propia revista.

### Dengeki G's Paradise
Dengeki G's Paradise fue otro de las ediciones especiales, publicada originalmente en 1997. Sólo se publicó un número, y su característica principal era el videojuego de simulación de citas, Sentimental Graffiti.

### Dengeki G's Festival!
Dengeki G's Festival! es la tercera edición especial de Dengeki G's Magazine. El primer volumen se publicó en diciembre de 2004, y desde entonces, 17 volúmenes han sido publicados; el último fue liberado en julio de 2010. Dengeki G's Festival se publica en intervalos irregulares que van de menos de una semana, hasta más de seis meses. La revista ha tenido un formato de estilo similar a partir del tercer volumen, y contiene alrededor de 80 páginas de un tema determinado videojuegos bishōjo (el volumen dos cubría dos videojuegos). Además de la revista principal, cada número viene con material extra que representa a los personajes de la serie que es la característica actual de un número determinado. Uno de los temas recurrentes es un dakimakura ofreciendo una imagen de uno o más personajes bishōjo en una pose provocativa.
| Volúmenes de Dengeki G's Festival! | Volúmenes de Dengeki G's Festival!                          | Volúmenes de Dengeki G's Festival! | Volúmenes de Dengeki G's Festival! | Volúmenes de Dengeki G's Festival! |
| Volumen                            | Videojuego bishōjo central                                  | Material adicional | Fecha de lanzamiento               |                                    |
| ---------------------------------- | ----------------------------------------------------------- | --- | ---------------------------------- | ---------------------------------- |
| 01                                 | To Heart 2                                                  | Un cartel magnético de tamaño A4, una baraja de cartas de juego con el estuche, y un diario con calendario del año 2005                                                                                                   | 16 de diciembre de 2004            |                                    |
| 02                                 | Yoake Mae yori Ruriiro na (cubierta) y Fate/hollow ataraxia | Funda de almohada para la cabeza de doble cara que ofrece una imagen de Saber y Rin Tōsaka, Yoake Mae yori Ruriiro na jigsaw puzzle, y dos correas para el teléfono celular ofreciendo a Natsuki Takamizawa y Sakura Matō | 15 de septiembre de 2005           |                                    |
| 03                                 | To Heart 2 XRATED                                           | Funda almohada para abrazar, limpiador para teléfono celular, y tres alfombrillas de ratón | 2 de diciembre de 2005             |                                    |
| 04                                 | Da Capo II                                                  | Funda almohada para abrazar, rompecabezas, y una tarjeta de identificación/estuche de pase | 19 de mayo de 2006                 |                                    |
| 05                                 | Tsuyokiss: Mighty Heart                                     | Reloj despertador, doble cara almohadilla de escritorio, y seis placas de estaño | 25 de mayo de 2006                 |                                    |
| 06                                 | Yoake Mae yori Ruriiro na: Brighter than dawning blue       | Funda almohada para abrazar, almohadilla de escritorio de doble cara, y una tarjeta de identificación/estuche de pase | 30 de noviembre de 2006            |                                    |
| 07                                 | Higurashi no Naku Koro ni Matsuri                           | Juego de cartas coleccionables, pantalla de cristal líquido videojuego de disparos manual, y tres posavasos | 16 de febrero de 2007              |                                    |
| 08                                 | Shakugan no Shana DS                                        | Funda de almohada para abrazar, tarjeta de identificación/estuche de pase, y un limpiador para teléfono celular | 29 de marzo de 2007                |                                    |
| 09                                 | Little Busters!                                             | Funda de almohada para abrazar de doble cara, limpiador para teléfono celular y un rompecabezas de tamaño B5 | 30 de junio de 2007                |                                    |
| 10                                 | Nanatsuiro Drops Pure!!                                     | Funda de almohada para abrazar, rompecabezas, y una correa para el teléfono celular | 30 de agosto de 2007               |                                    |
| 11                                 | Fortune Arterial                                            | Funda de almohada para abrazar, CD especial de voz, y una correa limpia para teléfono celular | 19 de enero de 2008                |                                    |
| 12                                 | Da Capo II: Plus Situation                                  | Sábana, almohadilla del ratón, y un cuaderno | 20 de mayo de 2008                 |                                    |
| 13                                 | Shin Koihime Musō                                           | Funda de almohada para abrazar, almohadilla del ratón, y una baraja de cartas de juego | 19 de diciembre de 2008            |                                    |
| 14                                 | Oretachi ni Tsubasa wa Nai                                  | Funda de almohada para abrazar, tarjeta de identificación/estuche de pase, y una almohadilla del ratón | 23 de enero de 2009                |                                    |
| 15                                 | Yoake Mae yori Ruriiro na: Moonlight Cradle                 | Funda de almohada para abrazar, limpiador para teléfono celular, y una almohadilla del ratón | 20 de febrero de 2009              |                                    |
| 16                                 | Marriage Royale                                             | Funda de almohada para abrazar de Minato Daiba, limpiador para teléfono celular Komachi Akita, y un estuche de pase | 14 de abril de 2010                |                                    |
| 17                                 | Angel Beats!                                                | Funda de almohada para abrazar de Yuri Nakamura, voluta de la pared de tamaño natural de un Ángel, y un logo para llaves de Girls Dead Monster                                                                            | 28 de julio de 2010                |                                    |

### Dengeki G's Festival! Comic
Dengeki G's Festival! Comic es la segunda revista bajo la línea Dengeki G's Festival!. El primer volumen fue publicado el 26 de noviembre de 2007 y cada volumen tiene cerca de quinientas páginas. La revista contiene series manga basadas en videojuegos bishōjo; muchos de los manga que aparece en la revista fueron serializados primero en Dengeki G's Magazine. Además de la revista principal, cada número viene con material extra que representa a los personajes del manga que está siendo serializado actualmente.
| Volúmenes de Dengeki G's Festival! Comic | Volúmenes de Dengeki G's Festival! Comic    | Volúmenes de Dengeki G's Festival! Comic | Volúmenes de Dengeki G's Festival! Comic | Volúmenes de Dengeki G's Festival! Comic |
| Volumen                                  | Cubierta                                    | Material adicional | Fecha de lanzamiento                     |                                          |
| ---------------------------------------- | ------------------------------------------- | --- | ---------------------------------------- | ---------------------------------------- |
| 01                                       | Clannad                                     | Funda almohada para abrazar de Uesugi Kenshin desde Sengoku Rance almohadilla del ratón de Nagisa Furukawa y Fuko Ibuki desde Clannad limpiador para teléfono celular de Maaryan y Sasara desde To Heart 2: Another Days | 26 de noviembre de 2007                  |                                          |
| 02                                       | Fortune Arterial                            | Toalla larga de Erika Sendo desde Fortune Arterial tarjeta de identificación/estuche de pase de Shiro Togi desde Fortune Arterial limpiador para teléfono celular de Feena desde Yoake Mae yori Ruriiro na               | 26 de abril de 2008                      |                                          |
| 03                                       | Little Busters! Ecstasy                     | Toalla de microfibra de Yuiko Kurugaya desde Little Busters! Ecstasy bloc de notas de Saya Tokido desde Little Busters! Ecstasy Cartel en tamaño B2 de los personajes de Clannad                                         | 26 de julio de 2008                      |                                          |
| 04                                       | Oretachi ni Tsubasa wa Nai                  | Toalla de microfibra de Hiyoko Tamaizumi desde Oretachi ni Tsubasa wa Nai limpiador para teléfono celular de Kaede Fuyou desde Shuffle! almohadilla del ratón de Miku y Miu desde Marriage Royale                        | 25 de octubre de 2008                    |                                          |
| 05                                       | Yoake Mae yori Ruriiro na: Moonlight Cradle | Toalla de microfibra de Feena Fam Earthlight tarjeta de identificación/estuche de pase de Mia Clementis limpiador de teléfono celular de Estel Freesia Cada personaje es de Yoake Mae yori Ruriiro na                    | 26 de enero de 2009                      |                                          |
| 06                                       | Da Capo II: To You                          | Funda almohada para abrazar de Otome Asakura desde Da Capo II | 25 de abril de 2009                      |                                          |
| 07                                       | To Heart 2 Portable                         | Funda almohada para abrazar de Tamaki Kōsaka desde To Heart 2 | 25 de julio de 2009                      |                                          |
| 08                                       | Sengoku Rance                               | Estatuilla de Uesugi Kenshin desde Sengoku Rance | 26 de octubre de 2009                    |                                          |
| 09                                       | Shin Koihime Musō                           | Funda almohada para abrazar de Ryūbi Gentoku desde Shin Koihime Musō | 26 de diciembre de 2009                  |                                          |
| 10                                       | Marriage Royale: Prism Story                | Funda almohada para abrazar de Komachi Akita desde Marriage Royale | 23 de febrero de 2010                    |                                          |
| 11                                       | Shin Koihime Musō                           | Funda almohada para abrazar de Sōsō Mōtoku desde Shin Koihime Musō | 26 de abril de 2010                      |                                          |
| 12                                       | Maji de Watashi ni Koishinasai!             | Funda almohada para abrazar de Momoyo Kawakami desde Maji de Watashi ni Koishinasai! | 26 de junio de 2010                      |                                          |

### Dengeki G's Festival! Deluxe
Dengeki G's Festival! Deluxe es la tercera revista bajo la línea Dengeki G's Festival!. El primer volumen fue publicado el 30 de noviembre de 2007 y cada volumen tiene cerca de ochenta páginas. En contraste a Dengeki G's Festival! que sólo cubre el aspecto de la novela visual de un determinado videojuego bishōjo, Deluxe ofrece información sobre las adaptaciones, además de información sobre el juego original. Al igual que con las dos anteriores revistas Festival!, cada número de Deluxe viene con material extra que representa a los personajes de la serie que es la característica actual de una edición determinada.
| Volúmenes de Dengeki G's Festival! Deluxe | Volúmenes de Dengeki G's Festival! Deluxe | Volúmenes de Dengeki G's Festival! Deluxe                                                          | Volúmenes de Dengeki G's Festival! Deluxe | Volúmenes de Dengeki G's Festival! Deluxe |
| Volumen                                   | Cubierta                                  | Material adicional                                                                                 | Fecha de lanzamiento                      |                                           |
| ----------------------------------------- | ----------------------------------------- | -------------------------------------------------------------------------------------------------- | ----------------------------------------- | ----------------------------------------- |
| 01                                        | Ef: A Fairy Tale of the Two.              | Almohadilla del ratón, Limpiador para el teléfono, y una tarjeta de identificación/estuche de pase | 30 de noviembre de 2007                   |                                           |
| 02                                        | To Heart 2: Another Days                  | Funda de almohada para abrazar, almohadilla para el ratón, y un limpiador para el teléfono         | 21 de febrero de 2008                     |                                           |
| 03                                        | Little Busters! Ecstasy                   | Almohadilla para el ratón, rompecabezas, y una baraja de cartas de juego                           | 30 de junio de 2008                       |                                           |
| 04                                        | To Heart 2 Portable                       | Estatuilla a escala de 1/10, y carteles con adhesivo                                               | 23 de julio de 2009                       |                                           |
| 05                                        | Rewrite                                   | Funda de almohada para abrazar, llavero, y una baraja de cartas de juego                           | 26 de diciembre de 2009                   |                                           |
| 06                                        | Angel Beats!                              | Funda de almohada para abrazar y una estatuilla super deformed                                     | 29 de marzo de 2010                       |                                           |
| 07                                        | Kud Wafter                                | Estatuilla a escala de 1/10 de Kudryavka Noumi                                                     | 19 de junio de 2010                       |                                           |
| 08                                        | Shin Koihime Musō                         | Almohadilla en 3D para el ratón, abanico plegable, y una mini-toalla de microfibra                 | 16 de julio de 2010                       |                                           |

### Dengeki G's Festival! Anime
Dengeki G's Festival! Anime es la cuarta revista bajo la línea Dengeki G's Festival!. El primer volumen se publicó el 9 de febrero de 2008. Cada número tiene un gran enfoque en una sola serie anime, aunque también hay información sobre otras series adaptadas desde manga o novelas ligeras publicadas originalmente por ASCII Media Works. Al igual que con las tres revistas Festival! anteriores cada número de Anime viene con material extra que representa a los personajes de la serie que es la característica actual de una edición determinada.
| Volúmenes de Dengeki G's Festival! Anime | Volúmenes de Dengeki G's Festival! Anime                                                                     | Volúmenes de Dengeki G's Festival! Anime | Volúmenes de Dengeki G's Festival! Anime | Volúmenes de Dengeki G's Festival! Anime |
| Volumen                                  | Anime central                                                                                                | Material adicional | Fecha de lanzamiento                     |                                          |
| ---------------------------------------- | --- | --- | ---------------------------------------- | ---------------------------------------- |
| 01                                       | Shakugan no Shana II                                                                                         | Dos estatuillas (de Shana y Konoe Fumina), y una baraja de cartas de juego con el arte de la novela ligera y versiones de anime                                      | 9 de febrero de 2008                     |                                          |
| 02                                       | Nogizaka Haruka no Himitsu (cubierta), Toaru Majutsu no Index, y Toradora!                                   | Almohadilla del ratón de Haruka Nogizaka, dos botones de Taiga Aisaka y Index, y un conjunto de pegatinas de calcomanía con personajes de los tres anime presentados | 25 de septiembre de 2008                 |                                          |
| 03                                       | Toaru Kagaku no Railgun (cubierta), Nogizaka Haruka no Himitsu: Purezza, Asura Cryin' 2, y Spice and Wolf II | Funda de almohada para abrzar de Haruka Nogizaka | 29 de septiembre de 2009                 |                                          |

### Dengeki Festival! Heaven
Dengeki Festival! Heaven es la otra edición especial de Dengeki G's Magazine. El primer volumen se publicó el 9 de julio de 2008. La revista contiene series manga basadas en videojuegos otome y está dirigido a las mujeres. Además de la revista principal, cada número viene con material extra que representa a los personajes del manga que está siendo serializado actualmente.
| Volúmenes de Dengeki Festival! Heaven | Volúmenes de Dengeki Festival! Heaven | Volúmenes de Dengeki Festival! Heaven      | Volúmenes de Dengeki Festival! Heaven | Volúmenes de Dengeki Festival! Heaven |
| Volumen                               | Cubierta                              | Material adicional                         | Fecha de lanzamiento                  |                                       |
| ------------------------------------- | ------------------------------------- | ------------------------------------------ | ------------------------------------- | ------------------------------------- |
| 01                                    | Hakuōki                               | Toalla, drama CD, y un cartel de tamaño B4 | 9 de julio de 2008                    |                                       |